# Seznam dílů seriálu Hledání
Toto je Seznam dílů seriálu Hledání. Americký televizní seriál Hledání (v originále Looking) vysílala televize HBO ve dvou řadách od 19. ledna 2014. První řada měla 8 dílů, z druhé řady bylo od 11. ledna 2015 odvysíláno celkem 10 dílů. V České republice seriál od 25. února 2014 uvedla česká mutace téže televize. Po druhé řadě byl seriál televizí zastaven, po protestech fanoušků však byl uveden v létě 2016 ještě závěrečný speciální díl ve formě celovečerního filmu.

## Přehled řad
| Řada | Díly | Premiéra v USA                                    | Premiéra v USA                                    | Premiéra v ČR  | Premiéra v ČR  |
| Řada | Díly | První díl                                         | Poslední díl                                      | První díl      | Poslední díl   |
| ---- | ---- | ------------------------------------------------- | ------------------------------------------------- | -------------- | -------------- |
| 1    | 8    | 19. ledna 2014                                    | 9. března 2014                                    | 25. února 2014 | 15. dubna 2014 |
| 2    | 10   | 11. ledna 2015                                    | 22. března 2015                                   | 12. února 2015 | 23. dubna 2015 |
| Film | Film | 2. června 2016 (festival) 23. července 2016 (HBO) | 2. června 2016 (festival) 23. července 2016 (HBO) | 12. srpna 2016 | 12. srpna 2016 |

## Díly

### První řada (2014)
| Č. v seriálu | Č. v řadě | Původní název                   | Český název                    | Režie        | Scénář                         | Premiéra v USA | Premiéra v ČR (HBO) | Sledovanost v USA (v mil.) |
| --- | --------- | ------------------------------- | ------------------------------ | ------------ | ------------------------------ | -------------- | ------------------- | -------------------------- |
| 1 | 1         | Looking for Now                 | Hledání na teď                 | Andrew Haigh | Michael Lannan                 | 19. ledna 2014 | 25. února 2014      | 0,338                      |
| Sanfranciský 29letý herní vývojář Patrick je na „štrichu“ vyrušen telefonátem od svých gay přátel. Jeho o dva roky starší spolubydlící Agustín se váhavě odhodlává odstěhovat ke svému příteli Frankovi. Téměř 40letý Dom, pracující řadu let jako číšník, zvažuje, jestli má kontaktovat svého bývalého přítele Ethana. Patrick jde na rande s lékařem Benjaminem, které se nevyvede, ale na cestě domů potká v metru sympatického latinoamerického kateřníka a klubového vyhazovače Richieho. Umělec Agustín mezitím skončí sexem ve třech se svým novým asistentem Scottym, zdá se však, že vztah s Frankem to nevylepšilo. Patrickův expřítel pořádá rozlučku se svobodou před sňatkem se svým novým partnerem a Patrick i Dom zvažují, jak je to s jejich vlastními vztahy a životy. Dom tedy volá Ethanovi a Patrick zajde do klubu za Richiem. |           |                                 |                                |              |                                |                |                     |                            |
| 2 | 2         | Looking for Uncut               | Hledání neobřezaného           | Andrew Haigh | Andrew Haigh                   | 26. ledna 2014 | 4. března 2014      | 0,286                      |
| Patrick a Dom pomáhají Agustínovi se stěhováním ven z města a probírají při tom jeho zkušenost s „trojkou“ i Patrickovu novou mexickou známost. Dom pak zamíří na setkání Ethanem, svým bývalým partnerem, který přijel z Los Angeles s nabídkou nového začátku po 8 letech. Zatímco se Agustín usazuje s Frankem, Dom si na internetu nabrnkne mladíka na sex, aby se odreagoval ze zážitku s exem. Když se pak znovu s Ethanem potká, vyříkají si své pocity a rozejdou se ve zlém. Patrick mezitím vyráží na rande s Richiem, vyzbrojen informacemi z internetového vyhledávače o Mexičanech bez obřízky, a před koncem večera si ho přivede domů. Když však má dojít na sex, zdrženlivější Richie z toho vycouvá a odchází. |           |                                 |                                |              |                                |                |                     |                            |
| 3 | 3         | Looking at Your Browser History | Hledání v internetové historii | Andrew Haigh | Michael Lannan a Andrew Haigh  | 1. února 2014  | 11. března 2014     | 0,118                      |
| Patrick je na firemní oslavě ke spuštění hry, která probíhá na kotvící letadlové lodi. Pozná tam muže s britským přízvukem a snaží se z něj vytáhnout, jestli je gay. Zjistí však víc než chtěl: nejen že je gay, je také zadaný a navíc jeho budoucí šéf. Na druhý den se Dom svěří kamarádce Doris, že by si chtěl otevřít vlastní restauraci, zatímco se Patrick snaží v práci žehlit svůj včerejší trapas. Šéf mu ale vyčte slabou pracovní morálku, když upozorní na častý výskyt seznamek v historii Patrickova internetového prohlížeče. Agustín přišel o práci u Stiny a v restauraci se seznámí se „sexuálním pracovníkem“ CJem. Dom se snaží přesvědčit transgender kuchařku Taj, aby s ním šla do společného podniku, ale zatím bez úspěchu. Večer si vyjde do gay sauny, kde zapřede hovor se starším Lynnem, majitelem květinářství. Agustín navštíví Patricka ve svém bývalém bydlišti a probírají své novinky. Patrick odhodlaně zapracuje a na druhý den se dozví, že si ho šéf vybral do svého týmu.                                                                  |           |                                 |                                |              |                                |                |                     |                            |
| 4 | 4         | Looking for $220/Hour           | Hledání $220/hod.              | Ryan Fleck   | Allan Heinberg                 | 9. února 2014  | 18. března 2014     | 0,446                      |
| Patrick dělá víkendový přesčas se svým šéfem Kevinem, aby stihli pondělní prezentaci, zatímco z venčí doléhají zvuky kožeňáckého a BDSM pouličního svátku Folsom Street Fair. Povídají si o Kevinově dvouletém vztahu na dálku a Kevin musí náhle odejít, když za ním partner Jon přijel do města. Patrick zůstává v práci, odkud ho nakonec přátelé vytáhnou na slavnost. Chybí jen Dom, který šel navštívit Lynna v jeho květinářství a pozvat ho na oběd pro radu ohledně otevření svého podniku. Také Patrick skončí na obědě s Agustínem a CJem, jehož potkali u stánku RentBoy a Agustín by ho rád získal jako múzu pro svůj umělecký projekt (s taxou 220 dolarů za hodinu). Patrick se vrací do kanceláře, kam posléze dorazí i šéf Kevin a oba pokračují v práci. Večer ještě zavítá do klubu Stud, potká tam znovu přátele a také Richieho. |           |                                 |                                |              |                                |                |                     |                            |
| 5 | 5         | Looking for the Future          | Hledání budoucnosti            | Andrew Haigh | Andrew Haigh                   | 16. února 2014 | 25. března 2014     | 0,505                      |
| Patrick se probouzí u Richieho po společné noci. Odchází do práce, ale na ulici si to rozmyslí a ještě se vrátí. Posnídají spolu a Patrick zavolá do práce, aby si vzal volno. Richie ho vezme na výlet do hvězdárny, do parku Golden Gate a na další místa. Stráví spolu den, povídají o svých bývalých milencích, preferencích, o svém coming outu, rodičích… Richie ho přivede i ke své věštkyni Señoře Christině, ale Patricka v poslední chvíli ovládne panika a odejdou. Den končí, oba jsou opět ve společné posteli a mají k sobě blíž než ráno. |           |                                 |                                |              |                                |                |                     |                            |
| 6 | 6         | Looking in the Mirror           | Hledání v zrcadle              | Joe Swanberg | JC Lee a Tanya Saracho         | 23. února 2014 | 1. dubna 2014       | 0,519                      |
| Patrick při přípravě večeře oznamuje Richiemu chystanou oslavu Domových narozenin a záměr představit ho ostatním jako svého přítele. Dom mezitím večeří s Lynnem a dvojicí potenciálních investorů – Jackem a Randym. Agustín začal fotit CJe, ale stále s tím není spokojen, a navíc stále skřípe jeho vztah s Frankem. Richie věnuje Patrickovi škapulíř a oba vyrazí do městského parku Dolores na odpolední oslavu. Během pikniku se náhodou objeví poblíž i Patrickův šéf Kevin se svým partnerem Jonem a všichni jsou navzájem představeni. Agustín projeví despekt k Richiemu a čerstvý pár po hádce s ním odchází. Richie však pociťuje pochyby, že je pod Patrickovu úroveň a že se za něj Patrick stydí. V noci se Agustín s Frankem a CJem pouští do společného sexuálního zážitku, který natáčí na kameru, zatímco si Dom vyjasňuje s Lynnem, zda spolu mají jen podnikat, nebo mít i romantický vztah. |           |                                 |                                |              |                                |                |                     |                            |
| 7 | 7         | Looking for a Plus-One          | Hledání + 1                    | Jamie Babbit | John Hoffman                   | 2. března 2014 | 8. dubna 2014       | 0,433                      |
| Agustín přátelům ukazuje záběry s CJem a Frankem, ale nedočká se příznivých reakcí, a tak raději vycouvá z chystané výstavy. V sobotu je Patrick vynervovaný ze sestřiny svatby, na niž odjíždí i s Richiem jako „plusjedničkou“. Vše je na poslední chvíli a co se může pokazit, to se i pokazí. Ze všeho stresu se s Richiem pohádá, a ten nakonec nejede. Dom mezitím připravuje s Lynnem a spolupracovníky pronajatý prostor restaurace k jednorázové prezentaci. Když Patrik dorazí na svatbu, ke svému překvapení tam potká šéfa Kevina, jehož partner Jon je přátelsky spřízněn s novomanželem. Agustín se rozhádá s Frankem kvůli zrušené výstavě i vyjevené skutečnosti, že platil za CJovu společnost, a dostane od něj kopačky. Do třetice se i Dom ve stresu rozhádá s Lynnem. Patrick by se ještě při svatbě rád udobřil s Richiem, ale ten mu nebere telefon. Po ostřejší rozpravě s matkou potká na záchodě opilého Kevina, který po něm vyjede, ale Patrick ho včas zarazí.                                                                                            |           |                                 |                                |              |                                |                |                     |                            |
| 8 | 8         | Looking Glass                   | Hledání sebe                   | Andrew Haigh | Michael Lannan a Tanya Saracho | 9. března 2014 | 15. dubna 2014      | 0,425                      |
| Patrick vyhledá Richieho v kadeřnictví, aby se omluvil, ale ten s ním nechce mluvit. Zato ve firmě se mu omlouvá Kevin za své svatební faux pas. Agustín se doma snaží zachránit vztah s Frankem, ale neuspěje. Vydává se tedy bloudit ulicemi, kde ho večer najde Patrick a přivede do Domovy na zkoušku otevřené restaurace. Tam se scházejí i potenciální investoři a nakonec dorazí také Lynn se sexy doprovodem, který Doma poněkud znervózní. Patrick se snaží dostat Agustína z momentálního drogového opojení a do toho mu telefonuje Kevin, který ho kvůli nutné záležitosti odvolá do práce. Když tam přijde, ukazuje se, že šlo o ryze osobní důvod – Kevinovo emotivní vyznání, jež skončí sexem. Domovi se mezitím podaří udobřit s Lynnem a zdá se, že pracovní vztah by mohl být nahrazen jinou formou vztahu. Patricka na cestě domů čeká před vchodem Richie s důvěrným rozhovorem. „Jenom kousek mě dělí od zamilování, ale nemůžu do toho jít, dokud nebudeš připravený. A myslím, že nejsi.“ Doma pak nachází spícího Agustína, skoro jako před jeho odstěhováním. |           |                                 |                                |              |                                |                |                     |                            |

### Druhá řada (2015)
| Č. v seriálu | Č. v řadě | Původní název                 | Český název               | Režie         | Scénář                                 | Premiéra v USA  | Premiéra v ČR (HBO) | Sledovanost v USA (v mil.) |
| --- | --------- | ----------------------------- | ------------------------- | ------------- | -------------------------------------- | --------------- | ------------------- | -------------------------- |
| 9 | 1         | Looking for the Promised Land | Hledání země zaslíbené    | Andrew Haigh  | Andrew Haigh                           | 11. ledna 2015  | 12. ledna 2015      | 0,183                      |
| Příběh začíná cestou nerozlučné trojice – Doma, Agustína a Patricka – na víkend v Lynnově letním domě. Agustín má sice pochybnosti, že to je snaha udržet ho od alkoholu, ale snaží se pobyt užít. Objímají letité stromy, hrají Monopoly a Dom mimoděk najde staré Lynnovy fotky s jeho někdejším partnerem Brianem. Na druhý den sjíždí řeku na kánoi a u gay pláže jsou pozváni na večerní party nazvané „Země zaslíbená“. Přijede za nimi Doris a všichni vyrazí na party v lese. Agustín natrefí na milého „medvěda“ Eddieho z gay podpůrné skupiny, který se mu při nočním osvěžení v řece svěří, že je HIV pozitivní. Dom v chatě zpečetí svůj otevřený vztah náhodným sexem s černošským mladíkem Robertem a o Patricka jeví zájem Adrian. Ten však volá svému šéfovi a tajnému milenci Kevinovi, aby za ním přijel. Ráno se svěří přátelům se svým vztahem, který je komplikovaný skutečností, že Kevin má stále svého partnera Jona. |           |                               |                           |               |                                        |                 |                     |                            |
| 10 | 2         | Looking for Results           | Hledání výsledků          | Andrew Haigh  | Michael Lannan                         | 18. ledna 2015  | 19. ledna 2015      | 0,195                      |
| Patrick tráví poledne s Kevinem na tajné schůzce v motelu a v posteli si povídají o chlapeckých kapelách a dětských zálibách, když si uvědomí, že už by měli vyrazit do práce. Cestou Patrick přijde s nápadem na karetní videohru s gay tématem. Kevina však stresuje hrozba prozrazení jejich mileneckého vztahu. Večer Dom ukáže přátelům místo, kde by chtěl otevřít „hladové okno“ jako nízkonákladovou rozjezdovou verzi své vysněné restaurace a pak jdou i s Doris do baru, kde o ni projeví zájem Malik. Patrick si na těle našel nějaký pupínek a přepadá ho skoro panický strach z nákazy HIV, a tak jde na testy. Zatímco si Dom povídá s Lynnem o svém víkendovém zážitku, Agustín v gay klubu potkává svého někdejšího asistenta Scottyho a dostane od něj GHB. Později ho sjetého na ulici najde Richie a přivede domů k Patrickovi, s rozpačitým porozchodovým rozhovorem. Patrickův test vyšel dobře, ale svěří se Kevinovi s pocitem, že ho v tom nechává samotného, zatímco si řeší Jona, a Kevin tedy udělá vstřícné gesto.                                           |           |                               |                           |               |                                        |                 |                     |                            |
| 11 | 3         | Looking Top to Bottom         | Hledání aktiva pro pasiva | Ryan Fleck    | John Hoffman                           | 25. ledna 2015  | 26. ledna 2015      | 0,324                      |
| Kevin má volný víkend a chtěl by ho strávit s Patrickem, ale ten už měl v plánu jít na Domův první zápas v ragbyovém týmu, takže vezme Kevina s sebou. Navíc to může být poprvé, kdy spolu mohou plánovitě strávit noc se vším všudy, takže Patrick velmi prožívá přípravu na anální styk. Agustín se mezitím byl omluvit a poděkovat Richiemu za pomoc v jeho nedávné těžké noční chvilce. Dom hostí Lynna ve svém společném bytě s Doris, která si z baru přivedla hromotluckého Malika, takže to je u nich jako na kolejích. Na odpolední zápas přivedl Agustín i Eddiho a snaží se s ním sblížit, ale sportu vlastně nikdo nerozumí, až s Patrikem příchozí Kevin. Dom se po zápase od spoluhrajícího Matthewa dozvídá, že mu Lynn domluvil manažerskou pozici, o kterou nestál, takže Lynnovi vyčte, že se mu plete do podnikání. A Patrick nakonec zjistí, že měl zbytečné obavy z pasivní role, když se do ní nabídne Kevin. |           |                               |                           |               |                                        |                 |                     |                            |
| 12 | 4         | Looking Down the Road         | Hledání do budoucna       | Ryan Fleck    | Roberto Aguirre-Sacasa                 | 8. února 2015   | 9. února 2015       | 0,192                      |
| Ráno Kevin připravuje Patrickovi tradiční anglickou snídani, zatímco Agustín snídá u Eddieho, s nímž strávil noc (mimo jiné) proto, aby Patrickovi uvolnil byt. Doris vybízí Doma, ať zkusí k získání investorů Kickstarter, a ten jde po počátečním váhání do toho. Patrick se pokouší obnovit kontakt s Richiem alespoň v kamarádské rovině, takže spolu zajdou na zmrzlinu a povídají si o svých současných pokusech o vztah. Eddie vzal Agustína s sebou do podpůrného centra a našel tam pro něj i pracovní místo. Dom večer na návštěvě u Lynna natrefí na jeho „kamaráda s výhodami“ Matthewa a i když přistoupí na sex ve třech, znepokojuje ho svá neexkluzivní pozice v Lynnově životě, stejně jako Patricka ta jeho v Kevinově. Oba se to snaží se svými protějšky vyříkat. Kevin se však nedokáže s Jonem rozejít, a tak to je Patrick, kdo to ukončí. |           |                               |                           |               |                                        |                 |                     |                            |
| 13 | 5         | Looking for Truth             | Hledání pravdy            | Andrew Haigh  | Tanya Saracho                          | 15. února 2015  | 16. února 2015      | 0,150                      |
| Patrickova firma oslavuje úspěšný prodej hry, ale on po rozmrzelém rozhovoru s Kevinem odchází. Nabídnul se Richiemu, že mu pomůže odvézt auto, které se jeho sestra Ceci chystá upravit a dál prodat. Povídají si o ukončeném vztahu s Kevinem a Patrick poznává Richieho rodiště a známé. Od sestry se mimo jiné dozví, jak moc na něm kdysi Richiemu záleželo. Odhaluje hloubku jeho složitého vztahu s otcem a svěří se mu s tím, co měl s Kevinem, když se oni dva rozcházeli. Eddie se ze zdavotních důvodů vymluvil z práce v centru, a tak ho jde Agustín navštívit domů. Nachází ho zdravého, byla to jen výmluva, a tak si spolu užívají odpoledne s jídlem, zpěvem a povídáním. Za Kevinem přijde na firemní party Jon a vyruší ho z myšlenek na Patricka. |           |                               |                           |               |                                        |                 |                     |                            |
| 14 | 6         | Looking for Gordon Freeman    | Hledání Gordona Freemana  | Jamie Babbit  | JC Lee                                 | 22. února 2015  | 23. února 2015      | 0,204                      |
| Patrick s Agustínem chystají doma velkou halloweenskou party. Agustín ale musí ještě do centra, kde s Eddiem a dětmi bez domova zdobí dýně, takže příprava zůstává na Patrickovi. Když v kanceláři bere kelímky a sladkosti, natrefí tam na Kevina, který mu oznámí, že se asi chystají s Jonem odstěhovat zpět do Seattlu. Dom se mezitím snaží rozšířit prezentaci svého podnikatelského záměru na sociálních sítích a chystá společné kostýmy s Doris, ta ale slíbila jít s Malikem v rámci jejich počínajícího vztahu. Patrick si připravil kostým Gordona Freemana z videohry Half-Life a Agustín jde za „hairy fairy“ (chlupatou vílu). Eddie coby Bilbo Pytlík přivede svého známého Jamese v kostýmu Legolase a snaží se ho dohodit Patrickovi. Toho ale vyvádí z míry přítomnost Richieho s jeho novým přítelem Bradym a korunu tomu nasadí, když přijde Kevin i se svým partnerem Jonem. Patrick rozetne zábavu ztrapňujícím jízlivě-opileckým proslovem, při němž chybí jen málo k veřejnému odhalení Kevinovy aférky s ním.                                                   |           |                               |                           |               |                                        |                 |                     |                            |
| 15 | 7         | Looking for a Plot            | Hledání zápletky          | Andrew Haigh  | Jhoni Marchinko                        | 1. března 2015  | 2. března 2015      | 0,239                      |
| Doris zemřel otec a ona jede s Domem a Patrickem na jeho pohřeb do Modesta. Doris se vyrovnává s otcovou ztrátou, ale využívá této příležitosti, aby i s Domem znovu obhlédli město, kde vyrůstali. Navštíví někdejší restauraci Domova otce, z níž je teď rychlé občerstvení, užijí si pobyt v hotelovém bazénu a večer navštíví místní gay klub. Zítřejší pohřební obřad Patricka neskutečne dojme, i když zesnulého vůbec neznal. Snaží se mu dovolat Kevin, ale on telefonát nepřijme. Doris a Dom se po obřadu setkávají s příbuznými a známými, vzpomínají a zvažují, co by bylo, kdyby… Při odjezdu ze hřbitova však mají autonehodu, naštěstí jen s drobnými zraněními. Doris při čekání v nemocnici sdělí Domovi, že jí otec odkázal peníze, které hodlá investovat do jeho podnikání. Vyzvedne je Malik a přiveze domů. Před Patrickovými dveřmi už čeká Kevin a oznamuje mu, že se s Jonem rozešel. |           |                               |                           |               |                                        |                 |                     |                            |
| 16 | 8         | Looking for Glory             | Hledání slávy             | Jamie Babbit  | Michael Lannan a JC Lee                | 8. března 2015  | 9. března 2015      | 0,303                      |
| Patrick se probudí s Kevinem a při snídani se domlouvají, jak citlivě informovat o svém vztahu v práci. Při poradě to ale praskne a kolegové Owen a Meredith z toho nejsou nadšení. Pár už se raději těší na víkendový veletrh počítačových her a aplikací pro gaye GaymerX, kde se chystají uvést svoji vlastní hru pod názvem „Převálcuj ho“ (One Up Him). Dom už mezitím s Doris a Malikem slaví pořízení prostoru pro své kuřecí „hladové okno“ a začíná s opravami vybavení. Agustín s ním probírá své obavy z možného nakažení HIV od Eddiho. Eddie jeho obavy těžko snáší, takže má co žehlit. Patrick s Kevinem na veletrhu nemají valný úspěch, větší zájem je o aplikaci „Glorified“ u sousedního stánku. Navštíví je však Richie se svým přítelem Bradym, který je tu pracovně jako novinář, a domluví se na večerní dvojité rande. Brady má roztomilou špičku a Patrick pro něj konečně nachází pochopení. Zatímco Dom ještě marně čeká na slíbenou výpomoc od Doris, Patrick před usnutím poprvé řekne Kevinovi: „Miluji tě“.                                                |           |                               |                           |               |                                        |                 |                     |                            |
| 17 | 9         | Looking for Sanctuary         | Hledání útočiště          | Craig Johnson | Roberto Aguirre-Sacasa a Tanya Saracho | 15. března 2015 | 16. března 2015     | 0,312                      |
| Kevin vzal Patricka na prohlídku svého nového bytu. Doris informuje Doma, že se kvůli zpochybnění závěti pozdrží její dědictví otcových peněz. Pro Doma je to zdrcující a rozhádá se s ní. Ani pozdější pokus o urovnání to nespraví. Patrick na večeři představí Kevina své matce a ta z něj má dobrý dojem. Patrickova sestra Megan však těžce nese Kevinův rozchod s Jonem a matka Patricka dotlačí ke smiřovací procházce v zoo. Na druhý den Patrick s Kevinem nakupují postelovou matraci a probírají otázku společného bydlení, ale Patrick zatím váhá. Eddie mezitím přesvědčí Agustína, aby si v podpůrném centru vzal na starost umělecký projekt výzdoby. V kavárně potkají Agustínova expřítele Franka a Eddiemu se nelíbí, že je mu představen jen jako kamarád, nastal tedy čas na pokrok ve vztahu. Patrick s Megan mají v zoo ostrou výměnu názorů. Matka k hádce přispívá jen velmi zdrženlivou mediací, až nakonec oběma vyrazí dech oznámením svého zamýšleného rozvodu s jejich otcem. Patrick se po tom všem rozhodne udělat velký krok – nastěhovat se ke Kevinovi. |           |                               |                           |               |                                        |                 |                     |                            |
| 18 | 10        | Looking for Home              | Hledání domova            | Andrew Haigh  | Andrew Haigh a John Hoffman            | 22. března 2015 | 23. března 2015     | 0,298                      |
| Patrick se stěhuje ke Kevinovi a ve výtahu potká párek gay sousedů Mila a Jakea. Ti je později pozvou na svou středeční vánoční párty, která sice koliduje s charitativním večírkem v Agustínově a Eddieho centru, ale dvojice se pokusí stihnout obě akce. Postupně se však ukazuje, že by sousedská párty mohla mít sexuální účel a Patrick se snaží rychle vycouvat, obzvlášť když objeví Kevinův aktivní uživatelský profil na seznamce Grindru. Je z toho hádka o vážnost vztahu, exkluzivitu, monogamii… Dom se mezitím snaží Malikovým prostřednictvím vyžehlit svůj narušený vztah s Doris a při společné večerní procházce se mu to snad nakonec podaří. Patrick s Kevinem si nakonec na terase vše vyříkají a usínají spolu. Patrick se však v noci probudí a ve svých stěhovacích krabicích vyhledá škapulíř, který kdysi dostal od Richieho. Na druhý den ho navštíví v kadeřnictví a nechá se od něj ostříhat do hola. „Jsi připravený?“ ptá se Richie před zásahem do účesu, a Patrick odpoví: „Jsem.“                                                                      |           |                               |                           |               |                                        |                 |                     |                            |

### Film (2016)
| Č. v seriálu | Původní název      | Český název | Režie        | Scénář                        | Premiéra v USA                                        | Premiéra v ČR (HBO) | Sledovanost v USA (v mil.) |
| ------------ | ------------------ | ----------- | ------------ | ----------------------------- | ----------------------------------------------------- | ------------------- | -------------------------- |
| 19           | Looking: The Movie | Hledání     | Andrew Haigh | Andrew Haigh a Michael Lannan | 2. června 2016 (FF Frameline) 23. července 2016 (HBO) | 12. srpna 2016      | 0,284                      |